# Strada europea E848
La strada europea E848  è una strada di classe B il cui percorso si trova completamente in territorio italiano. Collega Lamezia Terme con Catanzaro (sulla E90).
Il suo percorso coincide con quello della strada statale 280 dei Due Mari.

## Percorso
| E848 LAMEZIA TERME-CATANZARO |        |                  |
| Tipologia                    | Tratto | Interconnessioni |
| strada a scorrimento veloce  | SS 280 |                  |